# Chariya Nuya
Chariya Nuya (Bangkok, 25 oktober 1987) is een Thais autocoureur.

## Carrière
Nuya begon zijn autosportcarrière in 2016 in de Am-klasse van de TCR Thailand Series. Hij kwam enkel uit in het raceweekend op het Bira International Circuit bij het team Billionaire Boys Racing in een Honda Civic TCR. Hij eindigde de races in zijn klasse op de eerste en de derde plaats, waardoor hij met 40 punten op de vierde plaats in het kampioenschap eindigde.
In 2017 reed Nuya zijn eerste volledige seizoen in de Am-klasse van de TCR Thailand Series, dat de naam had veranderd in TCR Thailand Touring Car Championship, in een nieuwe Honda Civic Type-R TCR bij Billionaire Boys Racing. In de eerste vier raceweekenden won hij vijf races, waaronder twee totaaloverwinningen op het Chang International Circuit. Later dat jaar maakte hij ook zijn debuut in de TCR International Series voor Billionaire Boys in een Honda Civic tijdens zijn thuisrace op Chang. Met een vijftiende en een zestiende plaats in de races was hij de best geklasseerde coureur die ook in het Thaise kampioenschap uitkwam.